# Arlena
Arlena – imię żeńskie, którego pochodzenie jest niepewne. Być może wywodzi się od Arlene, co oznacza w języku irlandzkim „gwarancję, zobowiązanie”. Imię to może być też skróconą formą imion żeńskich kończących się na -arlena, np. Marlena. Istnieje też hipoteza, jakoby imię to miało być wariantem Arline, imienia prawdopodobnie wymyślonego przez mało znanego kompozytora irlandzkiego Michaela Williama Balfego dla głównej bohaterki najbardziej znanej jego opery „Czeszka” (The Bohemian girl). 
W 2001 roku miały tak na imię 244 Polki (ponadto kilka w formie Arlene). Po raz pierwszy imię to nadano w Polsce w latach 40. XX wieku.
Odpowiedniki w innych językach: ang. Arlean, Arleen, Arlena, Arlene, Arline, Arlyne  